# Clefmont
Clefmont est une commune française située dans le département de la Haute-Marne, en région Grand Est.

## Géographie
La commune se trouve dans la petite région naturelle et historique du Bassigny.
|           | Thol-lès-Millières |                        |
| Longchamp | Clefmont           | Audeloncourt           |
| Perrusse  | Daillecourt        | Breuvannes-en-Bassigny |

### Hydrographie
La commune est traversée par la ligne de partage des eaux entre les bassins versants de la Meuse et de la Seine au sein respectivement du bassin Rhin-Meuse et du bassin Seine-Normandie. Elle est drainée par la Meuse, la Fosse Derrière le Bois et la Vieille,.
La Meuse traverse la commune dans sa partie extrême-est. Elle prend sa source au Châtelet-sur-Meuse, et se jette dans la mer du Nord après un cours long d'approximativement 950 kilomètres traversant la France, la Belgique et les Pays-Bas. 

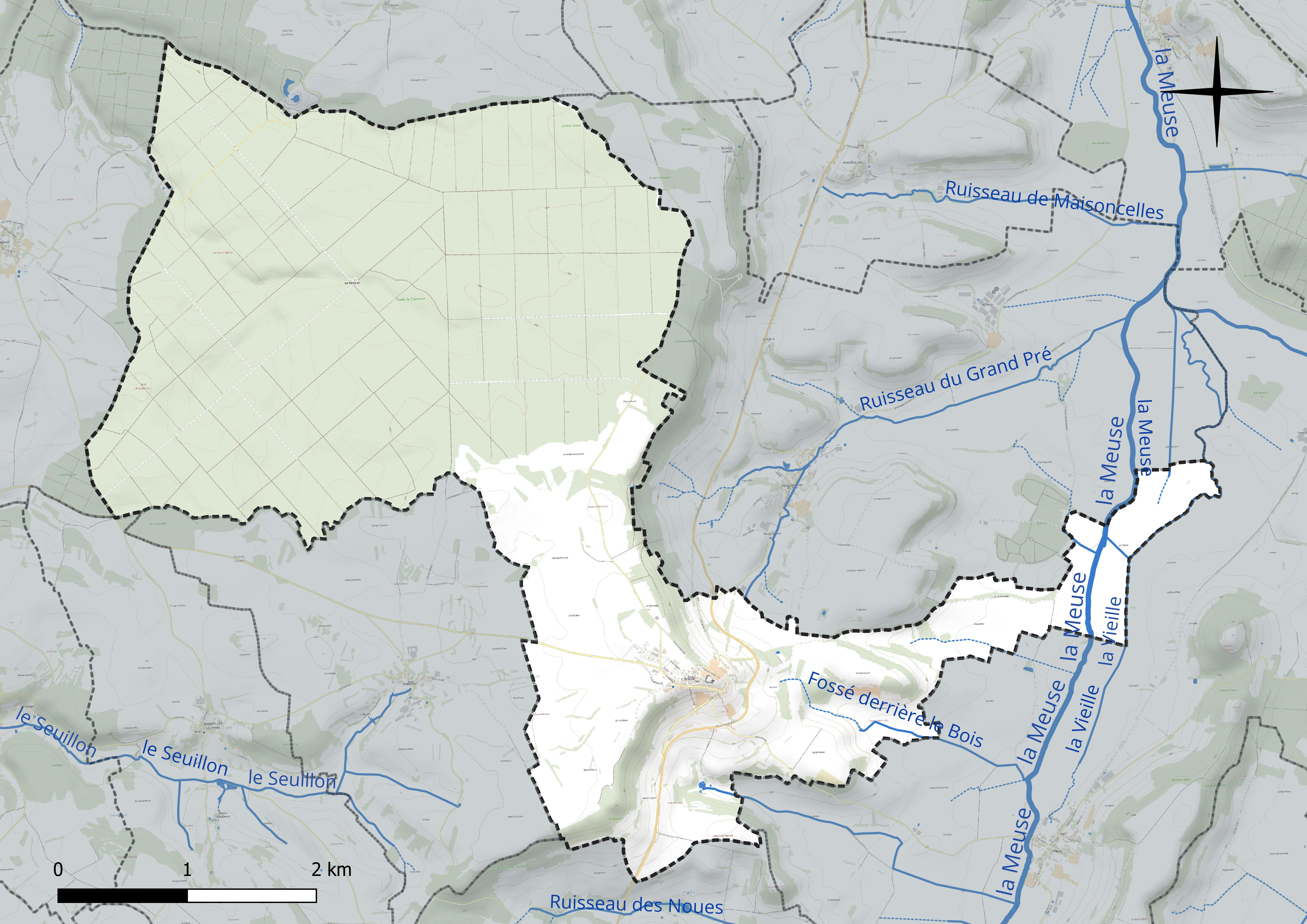
Réseau hydrographique de Clefmont.

### Climat
Pour des articles plus généraux, voir Climat du Grand Est et Climat de la Haute-Marne.
En 2010, le climat de la commune est de type climat de montagne, selon une étude du Centre national de la recherche scientifique s'appuyant sur une série de données couvrant la période 1971-2000. En 2020, Météo-France publie une typologie des climats de la France métropolitaine dans laquelle la commune est exposée à un climat océanique altéré et est dans la région climatique  Lorraine, plateau de Langres, Morvan, caractérisée par un hiver rude (1,5 °C), des vents modérés et des brouillards fréquents en automne et hiver. 
Pour la période 1971-2000, la température annuelle moyenne est de 9,2 °C, avec une amplitude thermique annuelle de 16,7 °C. Le cumul annuel moyen de précipitations est de 956 mm, avec 13,2 jours de précipitations en janvier et 9,4 jours en juillet. Pour la période 1991-2020, la température moyenne annuelle observée sur la station météorologique de Météo-France la plus proche, « Is-en-Bassigny », sur la commune d'Is-en-Bassigny à 8 km à vol d'oiseau, est de 10,0 °C et le cumul annuel moyen de précipitations est de 873,6 mm. 
La température maximale relevée sur cette station est de 38,7 °C, atteinte le 25 juillet 2019 ; la température minimale est de −19,3 °C, atteinte le 20 décembre 2009,,. 
Les paramètres climatiques de la commune ont été estimés pour le milieu du siècle (2041-2070) selon différents scénarios d'émission de gaz à effet de serre à partir des nouvelles projections climatiques de référence DRIAS-2020. Ils sont consultables sur un site dédié publié par Météo-France en novembre 2022.

## Urbanisme

### Typologie
Au 1er janvier 2024, Clefmont est catégorisée commune rurale à habitat dispersé, selon la nouvelle grille communale de densité à sept niveaux définie par l'Insee en 2022.
Elle est située hors unité urbaine et hors attraction des villes,.

### Occupation des sols
L'occupation des sols de la commune, telle qu'elle ressort de la base de données européenne d’occupation biophysique des sols Corine Land Cover (CLC), est marquée par l'importance des forêts et milieux semi-naturels (63,9 % en 2018), une proportion identique à celle de 1990 (63,9 %). La répartition détaillée en 2018 est la suivante : forêts (51,5 %), prairies (18,5 %), terres arables (14,3 %), milieux à végétation arbustive et/ou herbacée (12,3 %), zones urbanisées (2 %), zones agricoles hétérogènes (1,3 %). L'évolution de l’occupation des sols de la commune et de ses infrastructures peut être observée sur les différentes représentations cartographiques du territoire : la carte de Cassini (XVIIIe siècle), la carte d'état-major (1820-1866) et les cartes ou photos aériennes de l'IGN pour la période actuelle (1950 à aujourd'hui).

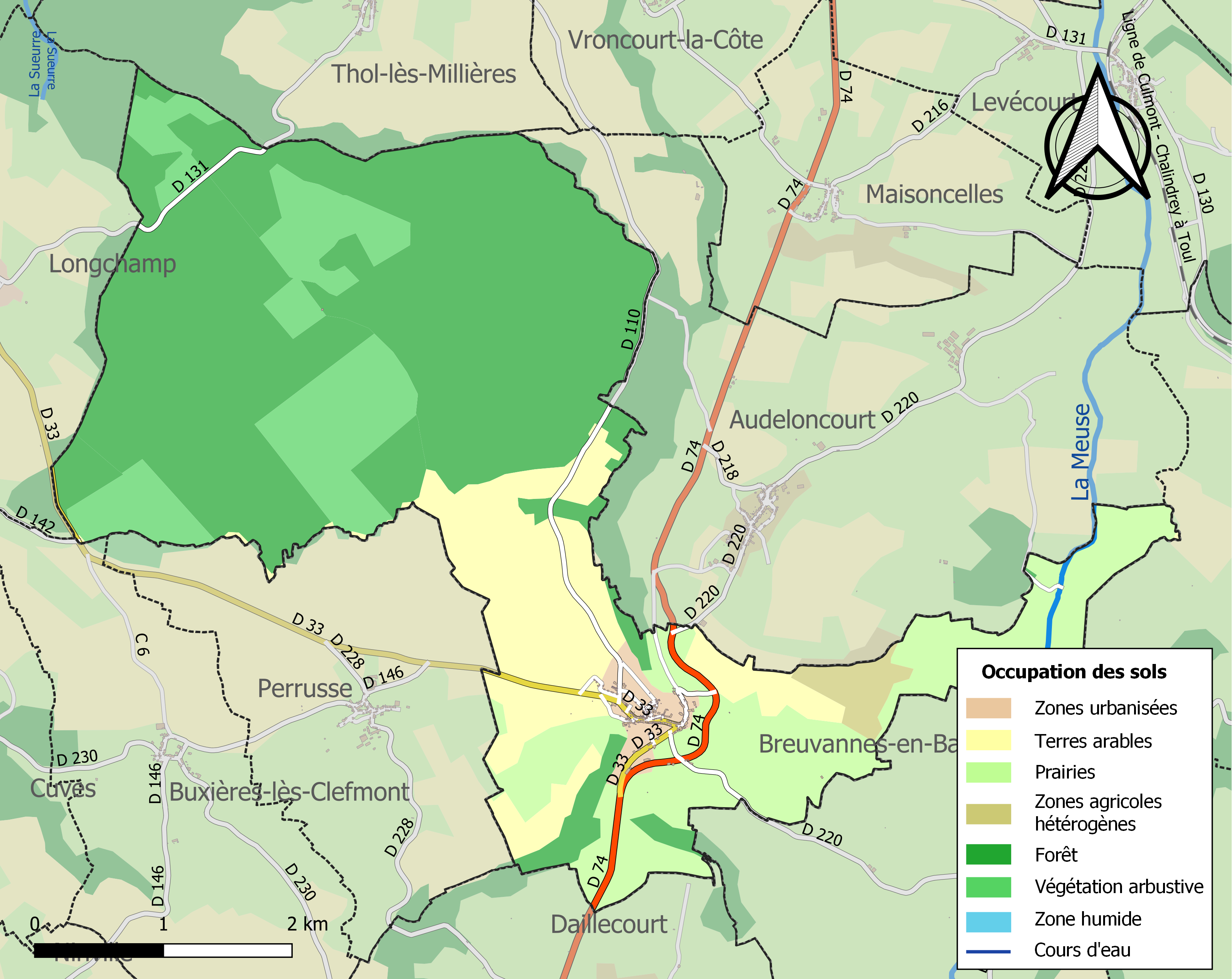
Carte des infrastructures et de l'occupation des sols de la commune en 2018 (CLC).

## Toponymie
Le nom de la localité est attesté sous les formes Clarus Mons (1092) ; Cella de Claro monte (1105) ; Clémont, Clémunt (1254) ; Clainmont (1278) ; Clarus Mons in Bassigneio (1256-1270) ; Clermont en Bassigni (1344) ; Clermont en Bassigny (1378) ; Clesmont (1457) ; Clefmont (1593).

Clairmont (Clarus Mons) à l'origine, indiquait un village élevé sur le penchant d'une montagne d'où la vue s'étend au loin.

## Histoire
On affirme traditionnellement que l'origine de Clefmont se confond avec celle de son château-fort, c'est-à-dire qu'elle se situerait aux environs du Xe siècle, à l'époque du haut moyen-âge et de l'installation du régime féodal.

## Politique et administration
| Période   | Période  | Identité          | Étiquette | Qualité |
| --------- | -------- | ----------------- | --------- | ------- |
| mars 2001 | En cours | François Chittaro |           |         |

## Population et société

### Démographie

#### Évolution démographique
L'évolution du nombre d'habitants est connue à travers les recensements de la population effectués dans la commune depuis 1793. Pour les communes de moins de 10 000 habitants, une enquête de recensement portant sur toute la population est réalisée tous les cinq ans, les populations de référence des années intermédiaires étant quant à elles estimées par interpolation ou extrapolation. Pour la commune, le premier recensement exhaustif entrant dans le cadre du nouveau dispositif a été réalisé en 2005.

En 2022, la commune comptait 155 habitants, en évolution de −13,41 % par rapport à 2016 (Haute-Marne : −4,62 %, France hors Mayotte : +2,11 %).
| 1793 | 1800 | 1806 | 1821 | 1831 | 1836 | 1841 | 1846 | 1851 |
| ---- | ---- | ---- | ---- | ---- | ---- | ---- | ---- | ---- |
| 300  | 380  | 377  | 476  | 522  | 525  | 512  | 551  | 560  |

| 1856 | 1861 | 1866 | 1872 | 1876 | 1881 | 1886 | 1891 | 1896 |
| ---- | ---- | ---- | ---- | ---- | ---- | ---- | ---- | ---- |
| 541  | 467  | 472  | 429  | 454  | 441  | 431  | 395  | 361  |

| 1901 | 1906 | 1911 | 1921 | 1926 | 1931 | 1936 | 1946 | 1954 |
| ---- | ---- | ---- | ---- | ---- | ---- | ---- | ---- | ---- |
| 344  | 357  | 356  | 266  | 264  | 329  | 256  | 242  | 226  |

| 1962 | 1968 | 1975 | 1982 | 1990 | 1999 | 2005 | 2006 | 2010 |
| ---- | ---- | ---- | ---- | ---- | ---- | ---- | ---- | ---- |
| 258  | 237  | 235  | 229  | 225  | 219  | 219  | 209  | 212  |

| 2015 | 2020 | 2022 | - | - | - | - | - | - |
| ---- | ---- | ---- | - | - | - | - | - | - |
| 180  | 164  | 155  | - | - | - | - | - | - |

## Héraldique

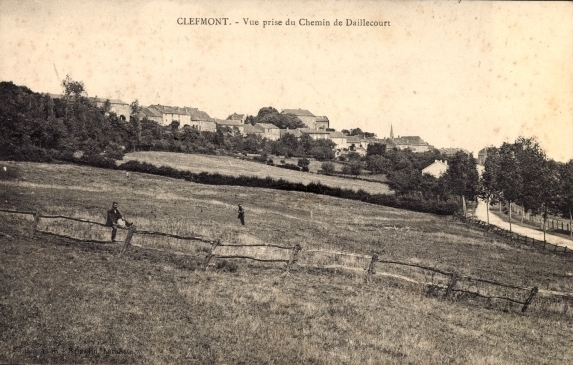
Carte postale : panorama du village vers 1920.

| Blason de Clefmont | Blason  | D'azur à la clef d'argent.                       |
| Blason de Clefmont | Détails | Le statut officiel du blason reste à déterminer. |
| Blason de Clefmont | Alias   | De gueules au cerf d'or.                         |

## Lieux et monuments

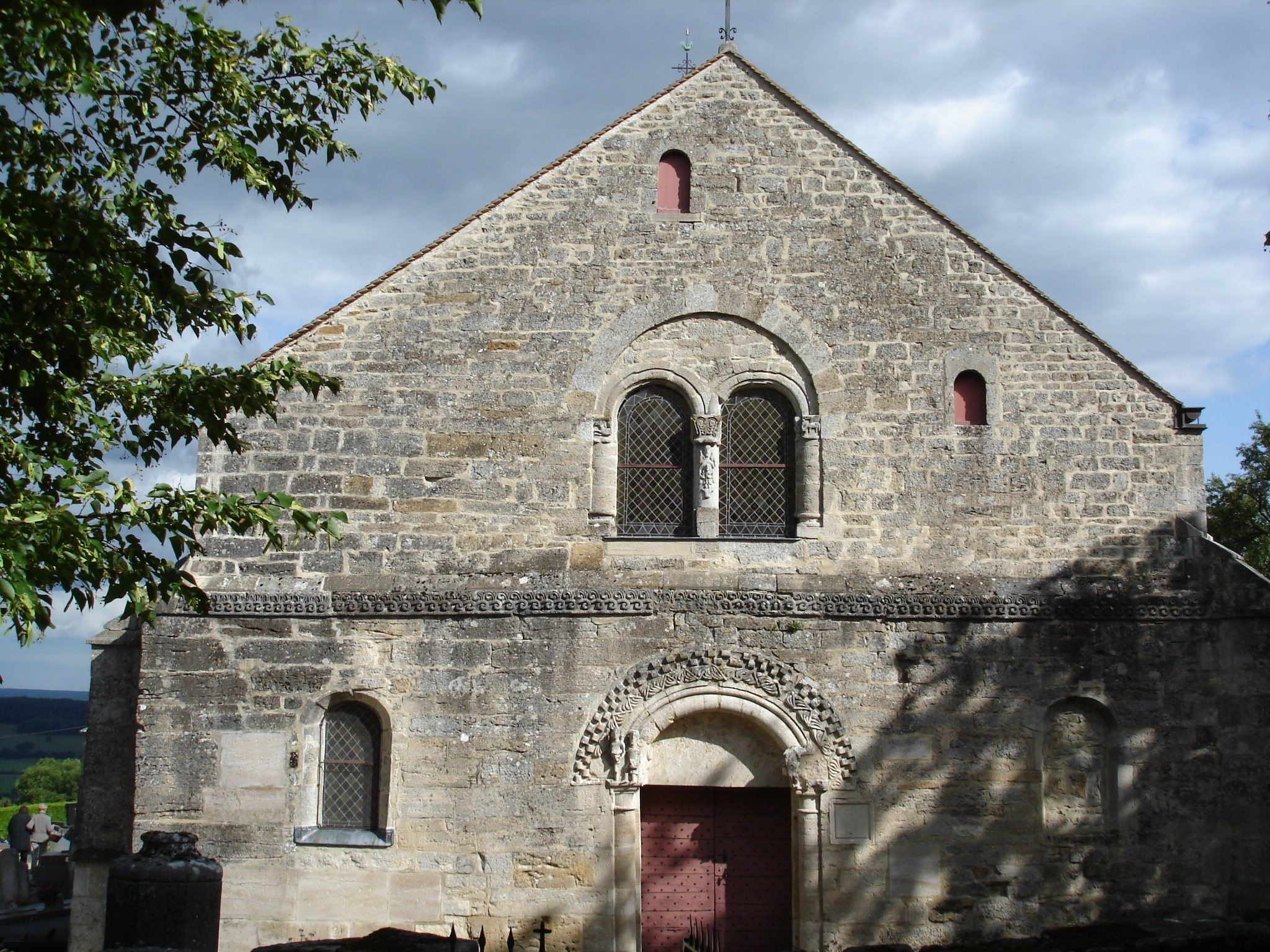
Façade romane de l'église.

- Le château de Clefmont, bâti à partir du XIe siècle et qui conserve encore d'imposants vestiges.
- L'église Saint-Thibaut de Clefmont, de style roman, bâtie à partir du XIIe siècle.

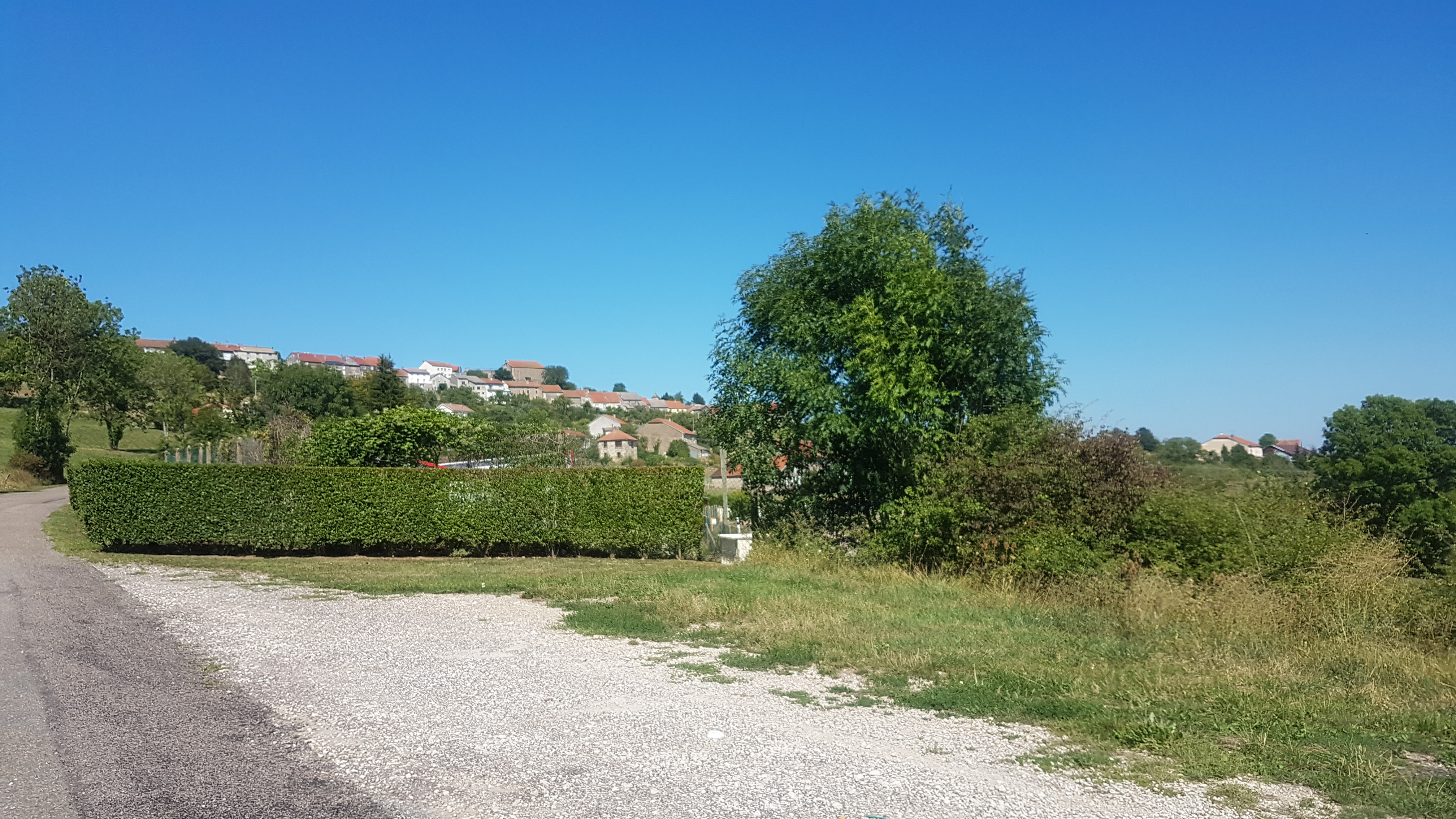
Vue du village de Clefmont.
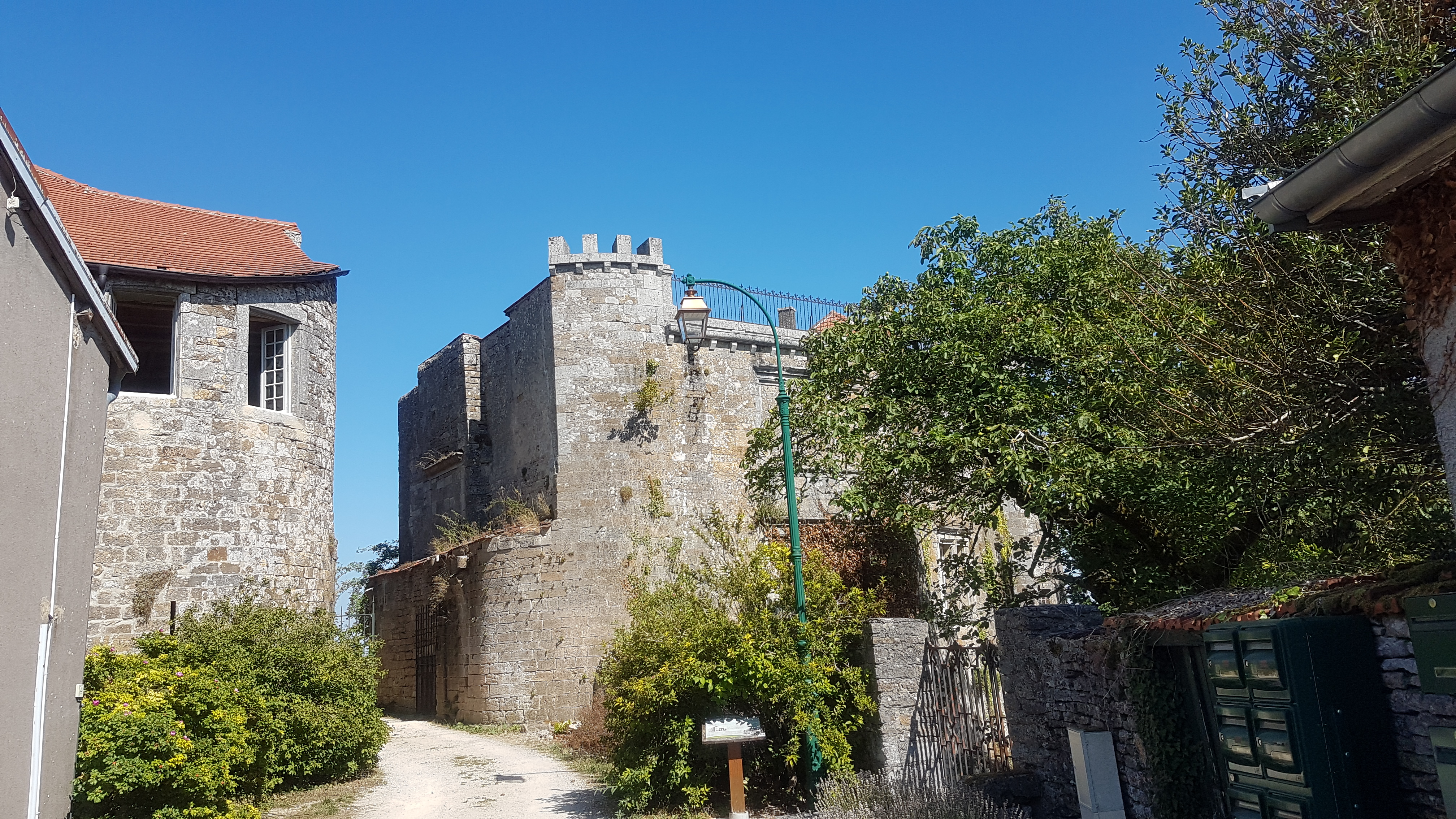
Château de Clefmont.
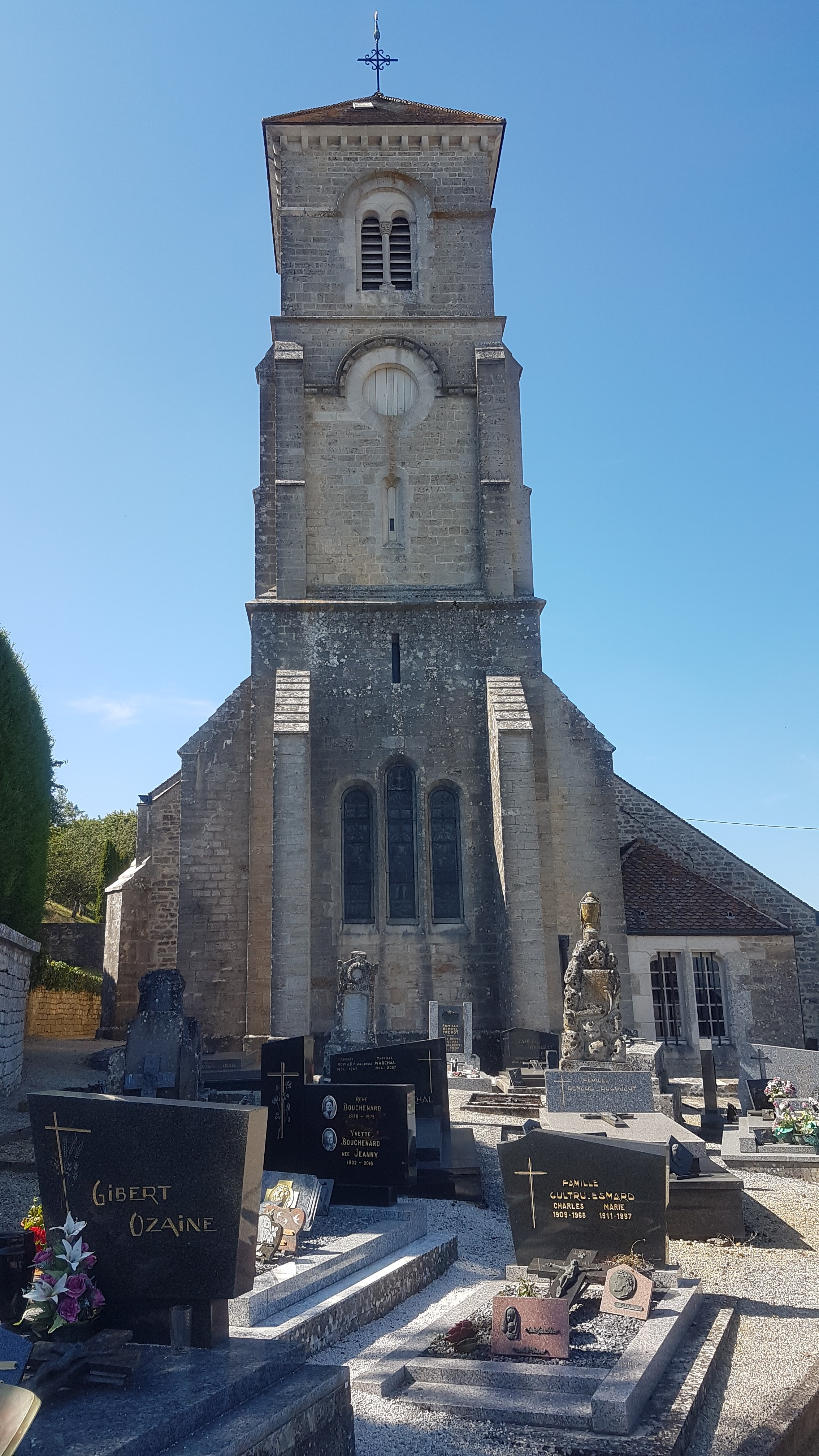
Église Saint-Thibaut de Clefmont.

## Personnalités liées à la commune
- Ernest-Sylvain Bollée est né à Clefmont le 19 juillet 1814, il était maître saintier (fondeur de cloche) itinérant. En 1842, il installa sa fonderie au Mans. Il inventa l'éolienne (nom de son invention), le bélier hydraulique, un type de mitrailleuse utilisée par l'armée française en 1870, Il a été nommé Chevalier de la Légion d'honneur le 12 juillet 1880. Il est mort en septembre 1891, renversé par une voiture à chevaux. il était le père d'Amédée Bollée, grand pionnier de l'automobile.
- Louise Michel a tenu une école libre pendant un an à Clefmont en 1854-1855.